# Siamesisch-Kambodschanischer Krieg 1587
Der Siamesisch-Kambodschanische Krieg 1587 war eine militärische Auseinandersetzung zwischen dem Königreich Ayutthaya (Siam) und dem Reich von Kambodscha.

## Vorgeschichte
Prinz Naret, der spätere König Naresuan von Ayutthaya (reg. 1590 bis 1605), erklärte 1584 die Unabhängigkeit Ayutthayas von Birma, dem es bis dahin seit 1569 als Vasall gedient hatte. Naret warf die birmanischen Besatzungstruppen aus dem Land und drang gegen den Norden vor. Bei der Verstärkung seiner Kräfte wirkte auch König Sattha mit. Bei den Kämpfen im Norden kam es zu einer Auseinandersetzung zwischen Naret und dem Bruder des kambodschanischen Herrschers, woraufhin Naret die laotischen Gefangenen pfählen ließ. 

## Verlauf
Entsetzt kündigte Sattha daraufhin die Allianz mit Ayutthaya auf, drang mit Truppen in Siam ein und nahm die Stadt Prachim (Prachinburi). Er setzte dabei auf eine Übereinkunft mit Kolonialmächten, wie Spanien auf den Philippinen und den Portugiesen. Als er keine Hilfe erwarten konnte, zog er sich wieder zurück, verfolgt von Prinz Naret, der die Schwäche ausnutzen wollte. Der Gegenangriff war erfolgreich, und er nahm nicht nur Prachim, sondern auch die kambodschanischen Orte Battambang und Pursat, bis er die Hauptstadt Lovek erreichte. Hier konnte er aber auf keinen Nachschub hoffen, so dass die Siamesen sich wieder zurückzogen.

## Folgen
Obwohl der Krieg ohne eindeutigen Sieger ausging, schwor Prinz Naret Rache für die aus seiner Sicht verräterische Aktion der Kambodschaner. Dies machte er im folgenden Siamesisch-Kambodschanischen Krieg 1593–1594 wahr.